# Urophora simplex
Urophora simplex är en tvåvingeart som beskrevs av Becker 1919. Urophora simplex ingår i släktet Urophora och familjen borrflugor.
Artens utbredningsområde är Ecuador. Inga underarter finns listade i Catalogue of Life.